# Attache parisienne

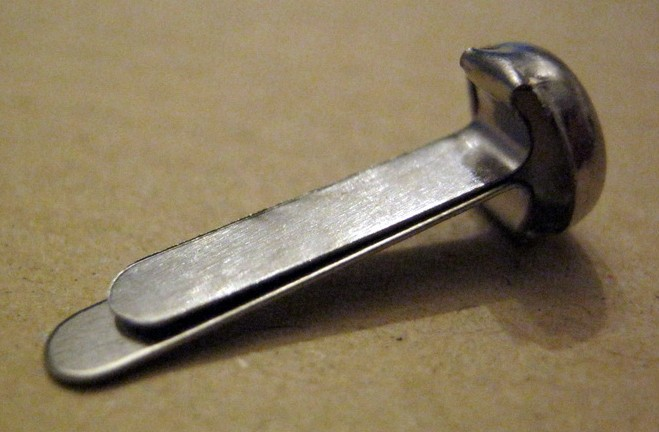
Attache parisienne pour sachet d'échantillon, d'une longueur totale de 19 millimètres.

Une attache parisienne, ou agrafe parisienne, est utilisée en papeterie pour attacher plusieurs feuilles de papier ou du carton ensemble.
Elle est composée d'une tête bombée ou plate et de deux lamelles jointes dont l'une est légèrement plus courte que l'autre.

## Fonctionnement
L'attache est insérée dans un trou réalisé au moyen d'une perforatrice à travers une pile de papiers ou de feuilles, les portions des lamelles de l'attache qui dépassent du tas de feuilles sont ensuite écartées, rabattues vers l'extérieur à plat contre les feuilles afin de fixer l'ensemble. Dans le cas où le tas de feuilles est petit, le bout de l'attache peut permettre de perforer le trou à travers les feuilles.
L'attache parisienne peut être utilisée comme axe de rotation de pièces mobiles dans les loisirs créatifs ou éducatifs, comme la fabrication d'une horloge pour apprendre l'heure aux enfants. L'attache permet alors de fixer les aiguilles de l'horloge sur le support et de leur laisser une libre rotation.
L'attache parisienne est souvent faite de laiton, un alliage léger et malléable.